# Shaun Monson
Shaun Monson és un director de cinema estatunidenc. Ha dirigit la comèdia Bad Actors, que es va estrenar en el Festival de Cinema de Canes el 2001. Després de l'11-S, va dirigir un documental de 60 minuts sobre l'auge dels talibans titulat Holy War, Unholy Victory, presentat i narrat pel veterà actor i guanyador d'un Oscar George Kennedy. També treballa com a escriptor de diàlegs i el seu treball més recent és la pel·lícula biogràfica sobre Orson Welles titulada Maestro. El rodatge d'Earthlings l'ha mantingut ocupat durant cinc anys.